# Kortgene
Kortgene (51° 33′ N, 3° 48′ L) é uma cidade dos Países Baixos, na província de Zelândia. Kortgene pertence a cidade de Noord-Beveland, e está situada a 15 km, a leste de Middelburg.
Kortgene recebeu os direitos de cidade em 1431.
Em 2001, a cidade de Kortgene tinha 1188 habitantes. A área urbana da cidade é de 0.35 km², e tem 561 residências.
A área de Kortgene, que também inclui as partes periféricas da cidade, bem como a zona rural circundante, tem uma população estimada em 2000 habitantes.